# كورنيليوس هوغن
كورنيليوس هوغن (بالإنجليزية: Cornelius Hogan)‏ (1 يناير 1878 بمالطا - 14 مارس 1909) هو مدرب كرة قدم ولاعب كرة قدم مالطي في مركز الهجوم. لعب مع أستون فيلا وسويندون تاون ونادي بيرنلي ونادي فولهام ونادي ميلوول ونادي واتفورد ونادي نيلسون وNew Brighton Tower F.C. ‏ وRossendale United F.C. ‏.